# Marcus Aemilius Lepidus

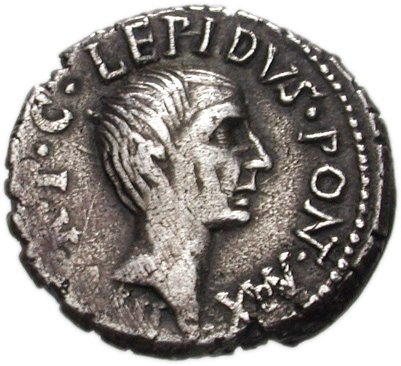
Marcus Aemilius Lepidus.

Marcus Aemilius Lepidus (tiếng Latinh: M·AEMILIVS·M·F·Q·N·LEPIDVS), (sinh khoảng 89 hoặc 88 TCN, mất cuối 13 hoặc đầu 12 TCN)
là một quý tộc La Mã, là người đã vươn lên trở thành một thành viên của Liên minh tam hùng lần thứ 2 và ông cũng là một đại giáo chủ (Pontifex Maximus). Cha ông là Marcus Aemilius Lepidus có liên quan đến một cuộc nổi loạn chống lại Cộng hòa La Mã.